# Телесна повреда
Телесна повреда е правен термин, даващ точно определение на нараняванията за целите на наказателното право. Тя представлява увреждане на здравето, което може да се изразява във временно или постоянно нарушение на анатомичната цялост или физиологичните функции на организма. Причиняването на страдание (психологически дискомфорт) или болка също е форма на телесна повреда. Когато е причинена виновно – умишлено или поради непредпазливост, телесната повреда е престъпление.
Според Наказателния кодекс на Република България телесната повреда може да бъде:
- тежка: продължително разстройство на съзнанието; постоянна слепота с едното или с двете очи; постоянна глухота; загуба на речта; детеродна неспособност; обезобразяване, което причинява завинаги разстройство на речта или на сетивен орган; загуба на единия бъбрек, слезката или на крило на белия дроб; загуба или осакатяване на крак или ръка; постоянно общо разстройство на здравето, опасно за живота;
- средна: трайно отслабване на зрението или слуха; трайно затрудняване на речта, на движението на крайниците, снагата или врата, на функциите на половите органи без причиняване на детеродна неспособност; счупване на челюст или избиване на зъби, без които се затруднява дъвченето или говоренето; обезобразяване на лицето или на други части от тялото; постоянно разстройство на здравето, неопасно за живота, или разстройство на здравето, временно опасно за живота; наранявания, които проникват в черепната, гръдната и коремната кухина;
- лека: причиняване на болка или страдание без разстройство на здравето.